# Steve Bruce
Stephen Roger "Steve" Bruce (Cordbridge, 31 de diciembre de 1960) es un exfutbolista de origen británico y entrenador. Como jugador, se desempeñaba de defensor. Actualmente dirige al Blackpool de la EFL League One.
Fue un prometedor futbolista escolar pero fue rechazado por varios clubes profesionales. Estaba a punto de abandonar el juego por completo cuando le ofrecieron una prueba en el Gillingham. A Bruce se le ofreció un aprendizaje y pasó a jugar más de 200 partidos para el club antes de unirse al Norwich City en 1984, ganando la Copa de la Liga en 1985. En 1987, se mudó al Manchester United, con el que logró un gran éxito, ganando doce trofeos. incluyendo tres títulos de la Premier League, tres FA Cup, una Copa de la Liga y la Recopa de Europa. También se convirtió en el primer jugador inglés del siglo XX en capitanear un equipo que obtuvo el Doblete. A pesar de su éxito en el campo, nunca fue seleccionado para jugar en la selección de Inglaterra. Los comentaristas y contemporáneos lo han descrito como uno de los mejores jugadores ingleses de las décadas de 1980 y 1990 que nunca jugó para su país a nivel internacional completo.
Bruce comenzó su carrera como entrenador en el Sheffield United y pasó breves períodos de tiempo al frente del Huddersfield Town, el Wigan Athletic y el Crystal Palace antes de unirse al Birmingham City en 2001. Llevó al Birmingham a ascender a la Premier League en dos ocasiones durante su mandato de casi seis años, pero renunció en 2007 para comenzar una segunda etapa como entrenador de Wigan. Al final de la temporada 2008-09, renunció para asumir el cargo de entrenador del Sunderland, cargo que ocupó hasta que fue despedido en noviembre de 2011. Siete meses después, fue nombrado entrenador del Hull City y llevó al club a dos ascensos a la Premier League, así como la final de la FA Cup de 2014, antes de irse en julio de 2016. Asumió el cargo del Aston Villa cuatro meses después, pero fue despedido en octubre de 2018. Asumió el cargo de entrenador de Sheffield Wednesday en febrero de 2019 y se fue en julio de ese año para hacerse cargo del Newcastle United. Dirigió el club durante la pandemia de COVID-19, manteniéndolos en la Premier League, y se fue en noviembre de 2021 tras la adquisición del club por parte del Fondo de Inversión Pública. Su último partido a cargo fue el N°1000 en la gestión del club. En febrero de 2022, Bruce asumió el cargo de entrenador del West Bromwich Albion, pero fue despedido en octubre del mismo año debido a un mal comienzo de la temporada 2022-23.

## Carrera como jugador
Nació en Corbridge, Northumberland. En sus comienzos fue un jugador muy prometedor, pero fue rechazado por muchos clubes. Estuvo a punto de dejar el fútbol pero le ofrecieron un contrato con el Gillingham, y pasó a jugar más de 200 partidos para el club antes de incorporarse a Norwich City en 1984.
En 1987 fue fichado por el Manchester United, club con quien alcanzó muchos éxitos, ganando la Premier League, la FA Cup y la Football League Cup. En los "Diablos Rojos" jugó un total de 309 partidos y marcó 36 goles. A pesar de que era un buen futbolista nunca llegó a jugar con la selección absoluta de Inglaterra, aunque sí en las categorías inferiores.
En 1996 pasó al Birmingham City, donde jugó 72 partidos y marcó 2 goles. Su último club fue el Sheffield United donde se retiró en 1999, después de 10 partidos y sin haber marcado goles.

## Carrera como entrenador
Su primer club en dirigir fue el Sheffield United, y posteriormente se fue al Huddersfield Town. En 2001 se hizo cargo del Wigan Athletic, de donde pasó al Crystal Palace y, posteriormente, al Birmingham City. A este último equipo lo dirigió hasta 2007. Entre 2007 y 2009 dirigió al Wigan Athletic, pero renunció para dirigir al Sunderland. Posteriormente, Bruce fue reemplazado por Martin O'Neill en el banquillo del Sunderland y pasó a ser el nuevo entrenador del Hull City Association Football Club de la segunda división inglesa, con el que logró ascender a la Premier League en 2013. Dejó el club en 2016, tras ascenderlo de nuevo; y unos meses después, firmó por el Aston Villa. Su siguiente destino fue el Sheffield Wednesday, al que dirigió a principios de 2019, pero en verano dimitió para fichar por el Newcastle United. El 20 de octubre de 2021, fue destituido de su cargo, debido a la llegada de Mohammed bin Salman como nuevo propietario de las ``urracas´´. En febrero de 2022 fue designado como entrenador del West Brom después del despido del francotogoles Valérien Ismaël.
Fue despedido después de un decepcionante inicio de la temporada 2022/23, ganado solo uno de los trece partidos de liga que dirigió, su último encuentro fue un empate a cero contra Luton Town.

## Clubes y estadísticas

### Como jugador
| Club              | País       | Año         | Partidos | Goles |
| ----------------- | ---------- | ----------- | -------- | ----- |
| Gillingham        | Inglaterra | 1979 - 1984 | 205      | 29    |
| Norwich City      | Inglaterra | 1984 - 1987 | 141      | 14    |
| Manchester United | Inglaterra | 1987 - 1996 | 309      | 36    |
| Birmingham City   | Inglaterra | 1996 - 1998 | 72       | 2     |
| Sheffield United  | Inglaterra | 1998 - 1999 | 10       | 0     |

### Como entrenador
| Club                | País       | Año           | PJ   | PG  | PE  | PP  | Efectividad |
| ------------------- | ---------- | ------------- | ---- | --- | --- | --- | ----------- |
| Sheffield United    | Inglaterra | 1998 - 1999   | 55   | 22  | 15  | 18  | 49.09%      |
| Huddersfield Town   | Inglaterra | 1999 - 2000   | 66   | 25  | 16  | 25  | 45.96%      |
| Wigan Athletic      | Inglaterra | 2001          | 8    | 3   | 2   | 3   | 45.83%      |
| Crystal Palace      | Inglaterra | 2001          | 18   | 11  | 2   | 5   | 64.81%      |
| Birmingham City     | Inglaterra | 2001 - 2007   | 269  | 100 | 69  | 100 | 45.72%      |
| Wigan Athletic      | Inglaterra | 2007 - 2009   | 68   | 23  | 17  | 28  | 42.15%      |
| Sunderland          | Inglaterra | 2009 - 2011   | 98   | 29  | 28  | 41  | 39.11%      |
| Hull City           | Inglaterra | 2012 - 2016   | 201  | 82  | 44  | 75  | 48.1%       |
| Aston Villa         | Inglaterra | 2016 - 2018   | 102  | 46  | 25  | 31  | 53.27%      |
| Sheffield Wednesday | Inglaterra | 2019          | 18   | 7   | 8   | 3   | 53.7%       |
| Newcastle United    | Inglaterra | 2019 - 2021   | 97   | 29  | 25  | 43  | 39.87%      |
| West Bromwich       | Inglaterra | 2022          | 32   | 8   | 12  | 12  | 37.5%       |
| Blackpool           | Inglaterra | 2024-presente |      |     |     |     |             |
| Total               | Total      | Total         | 1032 | 384 | 266 | 382 | 45.8%       |